# Паккард, Вэнс
Вэнс Оукли Паккард (англ. Vance Oakley Packard; 22 мая 1914 года — 12 декабря 1996 года) — американский журналист и общественный критик. Автор нескольких книг, в том числе «The Hidden Persuaders», критик потребительства.

## Ранние годы
Вэнс Паккард родился 22 мая 1914 года в Гранвильском поселении, штат Пенсильвания. Родители — Филипп Дж. Паккард и Мейбл Кейс Паккард. В период с 1920 по 1923 год посещал местные государственные школы в Государственном колледже штата Пенсильвания, где его отец управлял молочной фермой, принадлежащей государственному колледжу штата Пенсильвания (позднее Университет штата Пенсильвания). Всю свою жизнь он называл себя фермерским мальчиком, несмотря на то, что учился в Государственном колледже, а в более поздние годы жил в богатых районах. В 1932 году поступил в Пенсильванский государственный университет, где получил степень бакалавра, по специальности английский. Он окончил школу в 1936 году и некоторое время работал в местной газете «Centre Daily Times». В 1937 году получил степень магистра в Высшей школе журналистики Колумбийского университета.

## Карьера
Паккард присоединился к Boston Daily Record в качестве репортёра в 1937 году. Он стал репортёром «Associated Press» около 1940 года, а в 1942 году присоединился к персоналу «The American Magazine» в качестве редактора разделов, позже став штатным писателем. Этот ежемесячный журнал был закрыт в июле 1956 года, и позже Паккард стал писателем в «Collier», а затем, после его закрытия к концу года, посвятил всё свое время работе над книгой. К следующему году его «The Hidden Persuaders» была опубликована для всеобщего обозрения, дав старт его карьере в качестве социального критика, читающего лекции и выпускающего новые книги. Он был критиком потребительства, которое он рассматривал как нападение на традиционный американский образ жизни.
The Hidden Persuaders
Книга Ванса Паккарда «The Hidden Persuaders», впервые опубликованная в 1957 году и проданная тиражом свыше миллиона копий, рассматривает использование рекламодателями исследований мотивации потребителей и других психологических методов, в том числе глубинной психологии и подсознательной тактики, для манипулирования ожиданиями и желанием приобретать продукты, особенно в американскую послевоенную эпоху. 
В книге Паккард выделил восемь «настоятельных потребностей», которые, как обещают рекламодатели, будут удовлетворены продуктами:
1. эмоциональная безопасность,
2. уверенность в ценности,
3. удовлетворение эго,
4. творческие выходы,
5. объекты любви,
6. ощущение власти,
7. корни,
8. бессмертие.

По словам Паккарда, эти потребности настолько сильны, что люди вынуждены покупать продукты только для того, чтобы удовлетворить эти потребности. В книге также исследуются манипулятивные методы продвижения политиков среди электората. Кроме того, в книге ставится под сомнение моральность использования этих методов.
Хотя книга и была бестселлером среди аудитории среднего класса, она широко критиковалась учёными и экспертами в сфере рекламы за её сенсационный тон и необоснованные утверждения.
«The Hidden Persuaders» — британский фильм 2011 года.

## Личная жизнь и смерть
Паккард был женат на Вирджинии Мэтьюз; у них было два сына и дочь. Они проживали в Новом Ханаане, Коннектикуте и Мартас-Винъярд. Он умер в 1996 году в больнице Мартас-Винъярд.